# Liste der Kulturdenkmäler in Nachtsheim
In der Liste der Kulturdenkmäler in Nachtsheim sind alle Kulturdenkmäler der rheinland-pfälzischen Ortsgemeinde Nachtsheim aufgeführt. Grundlage ist die Denkmalliste des Landes Rheinland-Pfalz (Stand: 27. Oktober 2023).

## Denkmalzonen
| Bezeichnung          | Lage                          | Baujahr                 | Beschreibung                                                                              | Bild |
| -------------------- | ----------------------------- | ----------------------- | ----------------------------------------------------------------------------------------- | ---- |
| Denkmalzone Friedhof | Alleestraße, Schulstraße Lage | 17. und 18. Jahrhundert | in der Kirchhofmauer zehn Grabkreuze, 17. und 18. Jahrhundert; Wegekreuz, 17. Jahrhundert | BW   |

## Einzeldenkmäler
| Bezeichnung | Lage                                      | Baujahr         | Beschreibung                                                         | Bild |
| ----------- | ----------------------------------------- | --------------- | -------------------------------------------------------------------- | ---- |
| Grabkreuz   | an der K 9 am östlichen Ortsrand Lage     | 1774            | Grabkreuz, bezeichnet 1774                                           | BW   |
| Relief      | östlich des Ortes an der K 9 Lage         | 18. Jahrhundert | in der Kapelle: Dreifaltigkeitsrelief, 18. Jahrhundert               | BW   |
| Wegweiser   | östlich des Ortes an der K 9 Lage         | 19. Jahrhundert | Fragment eines Wegweisersteins (?), kleiner Obelisk, 19. Jahrhundert | BW   |
| Wegekreuz   | südwestlich des Ortes am Rüsselsberg Lage | 1649            | Wegekreuz, bezeichnet 1649                                           | BW   |